# Manuel Tilman
Manuel Tilman (n. 20 de Agosto de 1946 em Maubisse, Timor Leste) é um político luso-timorense. É professor, advogado e secretário-geral do KOTA (partido monárquico). Entre 2002 e 2007, ocupou um dos dois lugares conquistados pelo seu partido no Parlamento.
Foi deputado da ASDI na Assembleia da República Portuguesa em 1980-1985. Fixou-se, posteriormente, em Macau. Pertenceu à direcção do CNRT na Convenção de Peniche (26 de Abril de 1998). Foi um dos candidatos às Eleições Presidenciais em Timor-Leste em Abril de 2007.
Monárquico, auto-declarado "descendente dos antigos reis de Timor" e socialista, defendeu a unificação da ilha de Timor, e a criação de subsídios a diretamente a partir dos ganhos petrolíferos.